# Mariano Tripodi
Mariano Tripodi (* 3. Juli 1987 in Buenos Aires) ist ein ehemaliger argentinischer Fußballspieler, der auch über die italienische Staatsbürgerschaft verfügt. 

## Karriere
Der Stürmer spielte bis zum Sommer 2006 beim argentinischen Verein Boca Juniors in Buenos Aires, dem Exclub von Fußballlegende Maradona, und gehört zum Kader der U20-Auswahl Argentiniens. Am 19. Juli 2006 unterzeichnete er einen Einjahresvertrag beim deutschen Zweitligisten 1. FC Köln, der über eine Vierjahresoption verfügt. Das hoffnungsvolle Talent sollte zunächst in der Kölner U23 Fuß fassen.
Am 4. Dezember 2006 gab der Fußballtrainer Christoph Daum dem jungen Argentinier eine Chance in der Profimannschaft des 1. FC Köln gegen den MSV Duisburg, die er mit seinem ersten Saisontor nutzte. Dieses Spiel blieb jedoch sein einziger Einsatz in der Profimannschaft der Kölner. Da er lediglich für ein Jahr von den Boca Juniors ausgeliehen war und für eine Weiterbeschäftigung in Köln eine hohe Ablöse im Raum stand, wechselte Tripodi zu Beginn der Saison 2007/08 zurück in seine argentinische Heimat zum San Martín. Am 7. Februar 2008 wechselte Tripodi zum brasilianischen Spitzenverein FC Santos, wurde von diesem aber bereits im August 2008 an den Aufsteiger EC Vitória verliehen.
Entdeckt wurde Mariano Tripodi auf dem Internationalen Ennepetaler Pfingstturnier Anfang Juni 2006. Dort wurde er zum besten Spieler gewählt und war zugleich auch Torschützenkönig des Turniers. Im Endspiel schlug Boca mit Tripodi den 1. FC Köln mit 2:0. Von Juli 2011 bis 2013 spielte er beim FC Vaduz in der Challenge League. Gleich bei seinem Ligadebüt am 7. August 2011 gegen Stade Nyonnais erzielte er ein Tor, als die Liechtensteiner mit 3:4 im Rheinpark-Stadion verloren.
2013 wechselte Tripodi zu dem brasilianischen Verein SER Caxias do Sul und blieb danach über mehrere Jahre in Südamerika, wo er für verschiedene Vereine in Brasilien, Argentinien und Chile spielte. 2019 beendete er seine aktive Laufbahn.

## Erfolge
Vaduz
- Liechtensteiner Cup: 2012/13

Santo André
- Staatsmeisterschaft von São Paulo Série A2: 2016